# غيلان بن سلمة
غيلان بن سلمة الثقفي صحابي جليل، أسلم في السنة الثامنة من الهجرة وشهد حجة الوداع، وكان أحد وجوه ثقيف ومقدميهم، ويعد في أشراف المعلمين وذكرة حكام العرب ضمن أربعة أشراف من قيس، وقال كان يجلس في أيام المواسم فيحكم بين الناس.

## نسبه
هو : غيلان بن سلمة بن معتب بن مالك بن كعب بن عمرو بن سعد بن عوف بن ثقيف بن منبة بن بكر بن هوازن، الثقفي.
أمه : سبيعة بنت عبد شمس بن عبد مناف بن قصي بن كلاب بن مرة بن كعب بن لؤي بن غالب بن فهر بن مالك بن قريش بن كنانة، القرشية العبشمية الكنانية.

## نشأتة وحالة فيالجاهلية
كان غيلان شريفاً مقدماً في قومة وغيلان فيما يقال أحد من قال من قريش للنبي صلى الله علية وسلم : (لولا أنزل هذا القرآن على رجل من القريتين).
وكان من حكام العرب في الجاهلية، وعدة ابن حبيب في أشراف المعلمين وذكرة حكام العرب ضمن أربعة أشراف من قيس، وقال كان يجلس في أيام المواسم فيحكم بين الناس يوماً، وينشد شعره يوماً، وينظرون إلى وجهه يوماً.

## وفوده علىكسرى
قال الكراني قال العمري روى الهيثم بن عدي هذا الخبر أتم من هذه الرواية ولم أسمعه منه قال الهيثم حدثني أبي قال خرج أبو سفيان ابن حرب في جماعة من قريش وثقيف يريدون العراق بتجارة فلما ساروا ثلاثا جمعهم أبو سفيان فقال لهم أنا من مسيرنا هذا لعلى خطر ما قدومنا على ملك جبار لم يأذن لنا في القدوم عليه وليست بلاده لنا بمتجر ولكن أيكم يذهب بالعير فإن أصيب فنحن برآء من دمه وإن غنم فله نصف الربح فقال غيلان بن سلمة دعوني إذا فأنا لها فدخل الوادي فجعل يطوفه ويضرب فروع الشجر ويقول :
ثم قال أنا صاحبكم ثم خرج في العير وكان أبيض طويلا جعدا ضخما فلما قدم بلاد كسرى تخلق ولبس ثوبين أصفرين وشهر أمره وجلس بباب كسرى حتى أذن له فدخل عليه وبينهما شباك من ذهب فخرج إليه الترجمان وقال له يقول لك الملك من أدخلك بلادي بغير إذني فقال قل له لست من أهل عداوة لك ولا أتيتك جاسوسا لضد من أضدادك وإنما جئت بتجارة تستمتع بها فإن أردتها فهي لك وإن لم تردها وأذنت في بيعها لرعيتك بعتها وإن لم تأذن في ذلك رددتها قال فإنه ليتكلم إذ سمع صوت كسرى فسجد فقال له الترجمان يقول لك الملك لم سجدت فقال سمعت صوتا عاليا حيث لا ينبغي لأحد أن يعلو صوته إجلالا للملك فعلمت أنه لم يقدم على رفع الصوت هناك غير الملك فسجدت إعظاما له قال فاستحسن كسرى ما فعل وأمر له بمرفقة توضع تحته فلما أتي بها رأى عليها صورة الملك فوضعها على رأسه فاستجهله كسرى واستحمقه وقال للترجمان قل له إنما بعثنا إليك بهذه لتجلس عليها قال قد علمت ولكني لما أتيت بها رأيت عليها صورة الملك فلم يكن حق صورته على مثلي أن يجلس عليها ولكن كان حقها التعظيم فوضعتها على رأسي لأنه أشرف أعضائي وأكرمها علي فاستحسن فعله جدا ثم قال له ألك ولد قال نعم قال فأيهم أحب إليك قال (الصغير حتى يكبر والمريض حتى يبرأ والغائب حتى يؤوب) فقال كسرى مه ما أدخلك علي ودلك على هذا القول والفعل إلا حظك فهذا فعل
الحكماء وكلامهم وأنت من قوم جفاة لا حكمة فيهم فما غذاؤك قال خبز البر قال هذا العقل من البر لا من اللبن والتمر ثم اشترى منه التجارة بأضعاف ثمنها وكساه وبعث معه من الفرس من بنى له أطما بالطائف فكان أول أطم بني بها 2

## شعره في معركة بني عامر
نسخت من كتابه إن بني عامر بن صعصعة من هوازن جمعوا جموعا كثيرة من أنفسهم وأحلافهم ثم ساروا إلى ثقيف بالطائف وكانت بنو نصر بن معاوية أحلافا لثقيف فلما بلغ ثقيفا مسير بني عامر استنجدوا بني نصر فخرجت ثقيف إلى بني عامر وعليهم يومئذ غيلان بن سلمة بن معتب فلقوهم وقاتلتهم ثقيف قتالا شديدا فانهزمت بنو عامر بن ربيعة ومن كان معهم وظهرت عليهم ثقيف فأكثروا فيهم القتل فقال غيلان في ذلك ويذكر تخلف بني نصر عنهم :
```
3
```

## شعره في هزيمةخثعم
ونسخت من كتابه قال جمعت خثعم جموعا من اليمن وغزت ثقيفا بالطائف فخرج إليهم غيلان بن سلمة في ثقيف فقاتلهم قتالا شديدا فهزمهم وقتل منهم مقتلة عظيمة وأسر عدة منهم ثم من عليهم وقال في ذلك :
```
4
```

## إتهامه لإبنة بالسرقة
قال ابن الكلبي حدثني أبي قال تزوج غيلان بن سلمة خالدة بنت أبي العاص فولدت له عمارا وعامرا فهاجر عمار إلى النبي فلما بلغه خبره عمد خازن كان لغيلان إلى مال له فسرقه وأخرجه من حصنه فدفنه وأخبر غيلان أن ابنه عمارا سرق ماله وهرب به فأشاع ذلك غيلان وشكاه إلى الناس وبلغ خبره عمارا فلم يعتذر إلى أبيه ولم يذكر له براءته مما قيل له فلما شاع ذلك جاءت أمه لبعض ثقيف إلى غيلان فقالت له أي شيء لي عليك إن دللتك على مالك قال ما شئت قالت تبتاعني وتعتقني قال ذلك لك قالت فاخرج معي فخرج معها فقالت إني رأيت عبدك فلانا قد احتفر ها هنا ليلة كذا وكذا ودفن شيئا وإنه لا يزال يعتاده ويراعيه ويتفقده في اليوم مرات وما أراه إلا المال فاحتفر الموضع فإذا هو بماله
فأخذه وابتاع الأمة فأعتقها وشاع الخبر في الناس حتى بلغ ابنه عمارا فقال والله لا يراني غيلان أبدا ولا ينظر في وجهي وقال :
```
5
```

## إسلامة
أدرك الإسلام فأسلم بعد فتح الطائف ولم يهاجر وأسلم ابنه عامر قبله وهاجر ومات بالشام في طاعون عمواس وأبوه حي 
وغيلان شاعر مقل ليس بمعروف في الفحول
وبنته بادية بنت غيلان التي قال هيت المخنث لعمر بن أم سلمة أم المؤمنين أو لأخيه سلمة إن فتح الله عليكم الطائف فسل رسول
الله أن يهب لك باديه بنت غيلان فإنها كحلاء شموع نجلاء خمصانة هيفاء إن مشت تثنت وإن جلست تبنت وإن تكلمت تغنت تقبل بأربع وتدبر بثمان وبين فخذيها كالإناء المكفإ 6

## رثائة لإبنة عامر
فلما أسلم غيلان خرج عامر وعمار مغاضبين له مع خالد بن الوليد فتوفي عامر بعمواس وكان فارس ثقيف يومئذ وهو صاحب أزد شنوءة يوم تثليث وهو قتل سيدهم جابر بن سنان أخا دمنة فقال غيلان يرثي عامرا :
```
7
```

## معاتبتة لأبي عقيل
نسخت من كتاب أبي سعيد السكري قال كان لغيلان بن سلمة جار من باهلة وكانت له إبل يرعاها راعيه في الإبل مع إبل غيلان فتخطى بعضها إلى أرض لأبي عقيل بن مسعود بن عامر بن معتب فضرب أبو عقيل الراعي واستخف به فشكا الباهلي ذلك إلى غيلان فقال لأبي عقيل :
```
8
```

## تهديده لامرأته
ونسخت من كتابه قال لما أسن غيلان وكثرت أسفاره ملته زوجته وتجنت عليه وأنكر أخلاقها فقال فيها :
```
9
```

## يرثي نافع بن سلمة
قال محمد بن مزيد بن أبي الأزهر قال حدثنا الزبير بن بكار قال حدثني عمر بن أبي بكر الموصلي عن عبد الله بن مصعب عن أبيه قال استشهد نافع بن سلمة الثقفي مع خالد بن الوليد بدومة الجندل فجزع عليه غيلان وكثر بكاؤه وقال يرثيه:
قال وكثر بكاؤه عليه فعوتب في ذلك فقال والله لا تسمح عيني بمائها فأضن به على نافع فلما تطاول العهد انقطع ذلك من قوله فقيل له فيه فقال بلي نافع وبلي الجرع وفني وفنيت الدموع واللحاق به قريب 10

## وصيته لبنيه
قال عبد الله بن أبي سعد قال حدثني أحمد ابن عمر بن عبد الرحمن بن عوف قال حدثني عمر بن عبد العزيز بن أبي ثابت عن أبيه قال لما حضرت غيلان بن سلمة الوفاة وكان قد أحصن عشرا من نساء العرب في الجاهلية قال يا بني قد أحسنت خدمة أموالكم وأمجدت أمهاتكم فلن تزالوا بخير ما غذوتم من كريم وغذا منكم فعليكم ببيوتات العرب فإنها معارج الكرم وعليكم بكل رمكاء مكينة ركينة أو بيضاء رزينة في خدر بيت يتبع أوجد يرتجى وإياكم والقصيرة الرطلة فإن أبغض الرجال إلي أن يقاتل عن إبلي أو يناضل عن حسبي القصير الرطل ثم أنشأ يقول :
```
11
```